# Assessoria financeira
A assessoria financeira é um tipo de serviço prestado por empresas ou profissionais altamente especializados a Pessoa física ou Pessoa jurídica com a finalidade de ajudá-las a tomar decisões de cunho financeiro.
O serviço de Assessoria Financeira pode ajudar famílias e empresas a obter uma resposta para diversos tipos de questões na área financeira: se determinada oportunidade de investimento é viável economicamente, sobre como reduzir endividamento, sobre como construir ferramenta de controle de fluxo de caixa, se o custo de capital da empresa está excessivamente caro, sobre como entender o nível da saúde financeira da empresa, se vale a pena às famílias fazer investimentos bancários ou em imóveis, entre outros auxílios melhor detalhados adiante.
A necessidade do uso do serviço de Assessoria Financeira é decorrente da dificuldade de as famílias ou empresas em conhecer a fundo as peculiaridades do mercado e do gerenciamento do fluxo de recursos, de forma a atingir seus objetivos de modo mais seguro. Geralmente, as empresas não dispõem de equipe de profissionais especializados em gestão financeira devido a seu alto custo, e, além disso, o principal gestor não pode desviar o foco de sua atenção do dia a dia da empresa para realizar análises complexas de dados de caixa. Tal restrição é ainda mais forte para as famílias.
Os profissionais autônomos ou empresas de consultoria que prestam assistência para tomada de decisões na área financeira oferecem o serviço a um custo acessível pelo fato de usar a mesma estrutura e equipe de profissionais para diversos clientes.

## História
O serviço de assessoria financeira é uma decorrência da especialização da consultoria empresarial.
Os registros mais antigos da atividade de consultoria remontam a meados do século XIX e estabelecem serem Samuel Price, Foster Higgins e James Sedgwickc. os pioneiros na atividade. Originalmente, o objetivo do serviço era oferecer auxílio para a tomada de decisões técnicas, especialmente na área de engenharia, para organizações que o demandavam.
A expansão das atividades e da complexidade de firmas industriais no final do século XIX criou o ambiente para o florescimento da consultoria empresarial nas áreas de tributação, contabilidade, finanças e estratégia de mercado.
Resumidamente, o formato da prestação do serviço de consultoria era e ainda permanece em sua essência como o processo de diagnosticar o problema relatado pelo cliente, analisar recomendações viáveis e entregar o resultado do estudo para aplicação do gestor. O método é o mais adequado ao considerar que as grandes empresas possuem pessoal qualificado para implantar, com os devidos ajustes, as intervenções propostas. No entanto, ao se tratar com firmas de menor porte e limitada disponibilidade de recursos humanos, o recebimento da informação das melhores práticas em gestão não é suficiente. É necessário o acompanhamento de um profissional externo para orientar a implantação das recomendações acordadas.
A assessoria financeira nasceu da necessidade de empresas sem corpo funcional amplo e qualificado em manter por tempo indeterminado uma avaliação constante sobre os resultados obtidos pelas decisões tomadas pelo gestor.

## Tipos de assessoria financeira
O serviço de assessoria financeira é organizada de forma diferente para cada público a ser atendido. Os segmentos mais abrangentes podem ser nominados como sendo pessoa física (finanças pessoais) ou pessoa jurídica (finanças corporativas, públicas ou do terceiro setor). O comportamento do fluxo de recursos financeiros é o mesmo para todos esses públicos, a divergência entre eles está no objetivo organizacional de cada um.
Toma-se como objetivo organizacional da família a subjetiva felicidade dos membros que a compõe. A gestão do orçamento familiar deve ter por finalidade adquirir bens e serviços que proporcionem a segurança, proteção, afeto e cuidados básicos inerentes à percepção de felicidade de cada membro. Para a assessoria financeira familiar, a confiança estabelecida entre assessor e cliente será fundamental para o sucesso da parceria
A pessoa jurídica entidade governamental tem por pressuposto promover o bem estar da parcela da população a qual atende. Para atingir tal objetivo, precisa lançar mão de recursos financeiros para garantir a execução de suas funções.
Entende-se por objetivo de uma empresa a elevação de seu valor no mercado no longo prazo. O atingimento desse propósito depende da realização de conquistas administrativas, como a elevação do nível de satisfação dos funcionários, qualidade do produto, imagem da no mercado, satisfação dos clientes, e outros aspectos. Para atingir esse objetivo, a empresa precisa investir em mão de obra, matéria prima e outros insumos e controlar os resultados obtidos.
Apesar das diferenças de objetivos dos públicos (pessoa física e pessoa jurídica), os princípios da gestão financeira são os mesmos. A Assessoria Financeira deverá elevar o nível de profissionalização e efetividade nas decisões dos gestores de empresas e chefes de família, mesmo que não possuam formação específica em finanças. Análogo às 4 possibilidades de consultoria empresarial possíveis para organizações privadas, a assessoria financeira irá assumir a posição de "especialista", através do suporte com foco nas habilidades e competências do profissional
As principais questões atendidas a cada tipo de público podem ser exemplificados como:

### Assessoria Financeira Pessoal
- Composição de carteira de investimento - a família precisa decidir onde aplicar parte de sua renda para criar uma estabilidade no futuro, mas existem inúmeras oportunidades no mercado: fundos de aplicação financeira de renda fixa, de renda variável, caderneta de poupança, imóveis, fundos imobiliários, previdência complementar, moedas estrangeiras, títulos públicos direto do governo, e várias outras. O especialista pode indicar qual a estratégia mais adequada para cada situação.
- Recuperação financeira pessoal - se a família possui dívidas, quais seriam as decisões mais indicadas para planejar uma recuperação? O profissional pode orientar quanto à negociação com os credores, a recompor o orçamento familiar, a usar alguma ferramenta para controle financeiro e a adotar atitudes pessoais para resolver o problema.
- Aquisição de patrimônio - o planejamento para adquirir patrimônio, como um imóvel, é relativamente simples, mas a disciplina requerida para realizá-lo pode desencorajar o indivíduo. A Assessoria Financeira pode ajudar com sugestões para mudar o comportamento pessoal e acelerar a conquista.
- Aposentadoria - o objetivo é o mesmo de quem faz planos para maior estabilidade financeira no futuro. O mercado financeiro está repleto de diferentes soluções para esse fim, mas todos eles com características muito específicas para cada necessidade. Existem os planos de previdência complementar, que devem ser usados em consonância com a previdência oficial, fundos bancários, aquisição de títulos públicos e privados, ações de empresas na bolsa de valores e até investimentos no exterior.

### Assessoria Financeira Empresarial
- Estruturação do fluxo de caixa diário - a falta de controle de entradas e saídas de caixa é bastante comum em empresas de qualquer porte. O gestor financeiro muitas vezes age como por intuição sobre se haverá recursos suficientes para honrar os compromissos em futuro muito próximo, como no mês seguinte, por exemplo. O papel da Assessoria Financeira em auxiliar o gestor a criar ou aprimorar uma ferramenta de controle de fluxos diários de caixa leva sensível segurança para a manutenção das operações.
- Planejamento financeiro - uma das primeiras providências a serem tomadas pelo gestor financiero é planejar os investimentos da empresa. A tarefa requer o estudo aprofundado dos pontos fortes e fracos da organização, das tendências do ambiente externo e da abertura de leque de possibilidades de investimento. A Assessoria Financeira pode ajudar o gestor, geralmente mais envolvido com o dia a dia da empresa, a seguir esses passos, a calcular a viabilidade de cada oportunidade e a definir quais projetos serão executados.
- Gestão de risco por análise de cenários - uma vez definidos os projetos de investimento a serem realizados, o serviço pode elaborar diferentes cenários, como o pessimista, realista e o otimista. Quais ações tomar em cada cenário dadas as probabilidades de suas ocorrências?
- Inteligência financeira - é o cálculo de modelos matemáticos sofisticados para compreender a fundo a saúde financeira da empresa. O assessor financeiro tem a capacitação para realizar a análise dos indicadores de desempenho financeiro mais relevantes em relação a aspectos como: rentabilidde, liquidez, risco e capacidade de geração futura de caixa.
- Estrutura de financiamento - considerando-se haver plano de investimento adequadamente estudado, o gestor pode usufruir da qualificação de um consultor para definir quais as fontes de financiamento mais apropriadas para realizá-lo. As fontes de financiamento podem ser agrupadas em capital de terceiros e em capital próprio, e dentro de cada grupo há diversas possibilidades de uso de recursos, cada qual com peculiaridades que levam a exigir conhecimento técnico para a escolha de quais usar.

## Execução do serviço
A execução do serviço de Assessoria Financeira é geralmente feito em três etapas:
1. Diagnóstico - a consultoria solicita os dados de caixa e de outras naturezas que possam impactar no desempenho da empresa. O estudo é feito procurando identificar possibilidades de insolvência iminente ou algum aspecto que requeira intervenção imediata.
2. Análise dos dados - cálculo dos indicadores de desempenho financeiro usando como matéria prima os dados de caixa recebidos da empresa. Os indicadores podem ser convertidos em formato gráfico para facilitar aos gestores da empresa, mesmo sem formação em finanças, acompanhar o crescimento da sua empresa.
3. Intervenção e manutenção - estabelecimento de medidas de correção para saneamento financeiro, em caso de necessidade, ou de expansão dos negócios de forma embasada em resultados de modelos matemáticos amplamente testados. O gestor define em conjunto com a Assessoria Financeira quais os investimentos e fontes de financiamento usar para possibilitar sua expansão no mercado. A partir desse instante, a firma de consultoria mantém acompanhamento constante dos resultados das decisões tomadas para eventuais ajustes de rumo.

Requisitos da empresa para receber Assessoria Financeira
As empresas estão em diferentes graus de profissionalização. Muitas ainda estão na fase em que as relações pessoais são a ênfase para definir quem serão aqueles funcionários que executarão determinadas tarefas. Uma maneira de saber se a empresa está nessa fase é perceber se a saída de certo funcionário gerará grandes impactos para o funcionamento da área.
No outro lado dos graus de profissionalização, as empresas possuem tarefas escritas, organizadas e claras, para qualquer funcionário recém contratado poder dar continuidade aos processos no caso de substituição. Além disso, há definição de responsabilidades para as diversas equipes operacionais.
A compreensão frequente é a de que firmas com baixo nível de profissionalização só poderia se beneficiar de acompanhamento financeiro após realizar trabalho de organização administrativa. Sempre é necessário aperfeiçoar os métodos internos de trabalhos, mas nenhuma empresa pode prescindir de rigoroso controle financeiro.
A variável mais relevante para definir se a empresa aproveitaria os benefícios de um serviço de Assessoria Financeira é a determinação do empresário em expandir seus negócios e melhorar a forma como a administração está organizada.